# Westminster (Vermont, város)
Westminster város az USA Vermont államában, Windham megyében. Lakosainak száma 3016 fő (2020. április 1.).

## Népesség
A település népességének változása:

| 2010 | 3 178 |
| 2020 | 3 016 |